# Bernhard Schill

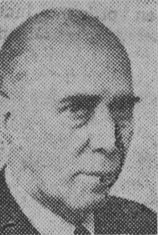
Bernhard Schill

Bernhard August Vilhelm Schill, född 17 augusti 1891 i Stockholm, död 29 januari 1954 i Djursholm, var en svensk arkitekt. Han var far till Lena Åhlman.
Schill avlade studentexamen 1911, utexaminerades från Kungliga Tekniska högskolan 1920 och företog en studieresa till Tyskland, Schweiz och Italien 1930. Han var anställd hos arkitekt Harald Wadsjö 1920–1921, hos professor Ivar Tengbom 1922–1928, vid Byggnadsstyrelsen 1929, hos byggnadsrådet Ragnar Hjorth 1930–1939 och åter vid Byggnadsstyrelsen från 1939. Han var byggnadskonsulent i Djursholms stad  från 1938 och bedrev även egen arkitektverksamhet. Han var suppleant i Djursholms stads byggnadsnämnd 1930–1938.